# Malešov (tvrz)
Tvrz Malešov (německy Maleschau) se nachází v severozápadní části obce Malešov nedaleko Kutné Hory. První zmínky o tvrzi pochází z 14. století, avšak objekt za svou dlouhou existenci prošel mnoha stavebními úpravami. Od 17. století do 20. století byla tvrz užívána jako hospodářské centrum a v posledních letech tohoto období, s výjimkou hlavní obytné budovy užívané jako sýpka, chátrala. Od roku 1985 převzal objekt Místní národní výbor Malešov, ale plány na využití se nepodařilo realizovat a tak tvrz byla roku 2002 prodána do soukromého vlastnictví. Od té doby došlo k rozsáhlé rekonstrukci objektu do podoby z období vrcholné gotiky.

## Historie

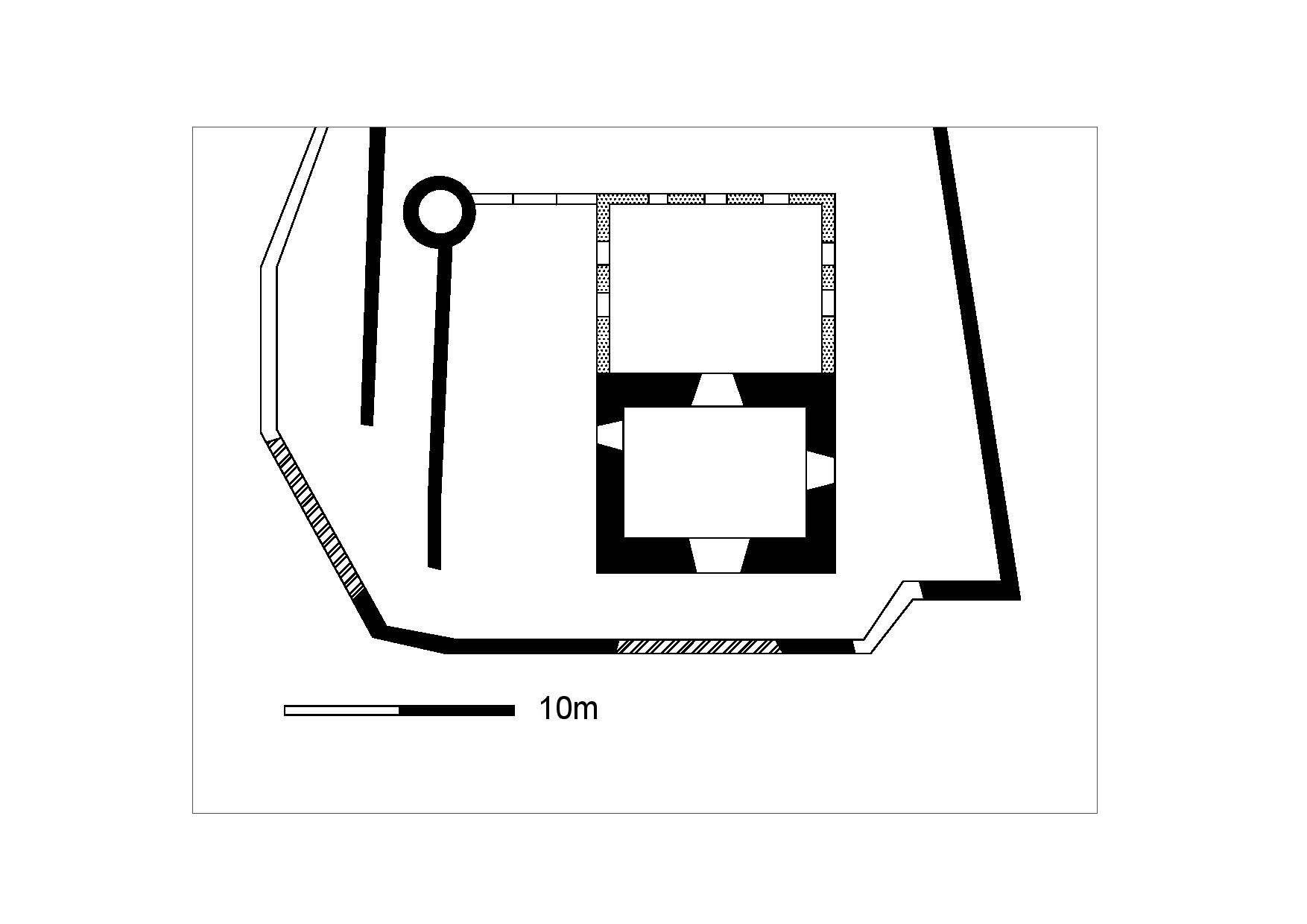
Půdorys věže

Nejstarší zmínka pochází z roku 1303, kdy byl držitelem Přibyslav z Malešova. Sídlo, tehdy označené jako hrad (jedná se však o jedinou zmínku, jindy je sídlo označováno jako tvrz) je výslovně zmíněno roku 1359, kdy bylo sídlo prodáno sedleckému klášteru. Tvrz v majetku kláštera byla jen krátkou dobu, jeho majiteli se záhy stali Ruthardové, šlechtici měšťanského původu z Kutné Hory, kteří se od té doby přezdívali z Malešova. V jejich držení byla tvrz až do roku 1411, kdy byla prodána Martinu Kladnému z Těchovic, stoupenci krále Václava IV. Tvrz vlastnil pravděpodobně do roku 1417. Dalším majitelem byl odpůrce husitství a tak tvrz byla roku 1421 obležena husity a její posádka donucena se vzdát. V roce 1424 se poblíž tvrze odehrávala Bitva u Malešova, ve která Jan Žižka porazil Pražany. Po husitských válkách vlastnil tvrz krátce Ondřej Keřský z Řimovic a po něm Beneš z rodu Mokrovousých z Hustířan. Po jeho smrti zdědil tvrz jeho syn Jiřík, který byl přívržencem uherského krále Matyáše Korvína. Kvůli této skutečnosti byl roku 1472 Malešov obležen a zbaven uherské posádky. Jiřík se vzdal a tak statky mu byly ponechány. Po jeho smrti roku 1502 tvrz připadla jeho dcerám. Ty tvrz prodaly roku 1525 Jiříkovi Hášovi z Újezda, ten tvrz roku 1535 odevzdal své dceři, která se provdala za rytíře Jana Salavu. Roku 1576 byla Malešovská tvrz prodána potomky Jana Salavy Jiřímu Voděradskému z Hrušova. Po roce 1580 se Malešov dostal do císařské správy. Roku 1620 přešel Malešov do správy bratřím Malovcům, ale po bitvě na Bílé Hoře se dostal opět od císařské správy. Dalším majitelem byla Eliška Žerotínská z Malešova a po ní Jindřich Volf Berka z Dubé, kterému panství i s tvrzí připadlo roku 1645. jeho synové roku 1666 malešovské statky prodali rakouskému generálovi Janu Šporkovi. Po jeho smrti dostal Malešov jeho syn František Antonín Špork, který ho pak roku 1699 prodal hraběti Antonínovi z Haillveillu na Pyšelích. Ten Malešov prodal roku 1710 rodu z Osteina, který jej vlastnil až do 19. století. Poté areál tvrze chátral a byla využívána pouze hlavní věž tvrze a to jako sýpka, takto sloužila do roku 1980. Roku 1985 převzal správu nad tvrzí Mistní národní výbor v Malešově, ale plány na rekonstrukci se nepodařilo realizovat. K rekonstrukci došlo až po roce 2002, kdy tvrz byla již v soukromém vlastnictví.

## Stavební vývoj

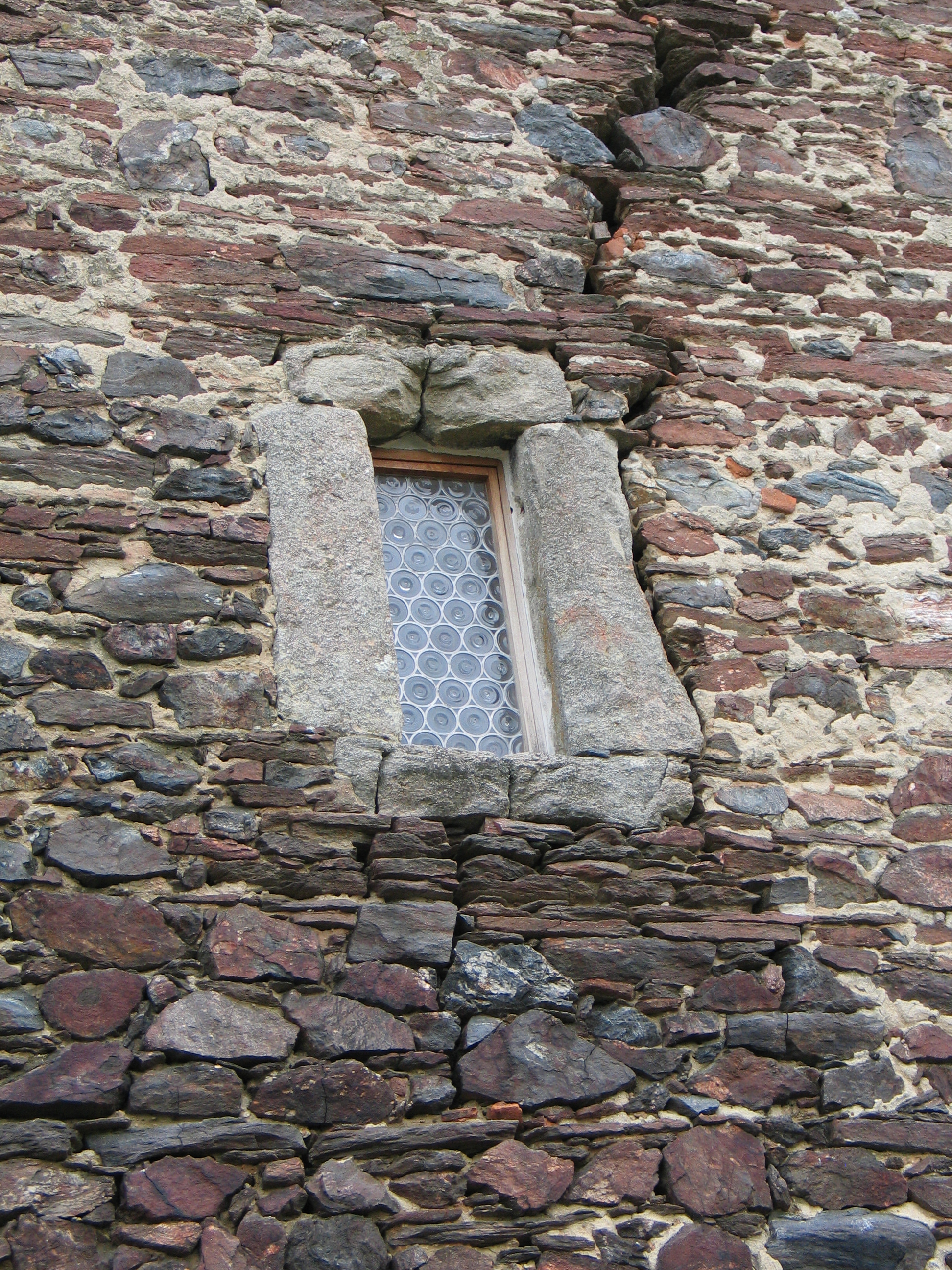
Gotické okno na východní fasádě

V první polovině 14. století byla na skalním výběžku zbudována tvrz. Ta se skládala z mohutné obytné věže o čtyřech patrech oddělených dřevěnými stropy. Vstup do věže byl z východní strany portálem v prvním podlaží přístupném po dřevěné pavlači. Na příkrých skalních stěnách okolo věže byly vystavěny parkány, na některých místech v různých výškách nad sebou, přístupné po dřevěných schodištích. Na severozápadním a jihozápadním rohu zdí byly kruhové věže. Severovýchodní, menší obsahovala studni a jihozápadní, větší obsahovala vězení. Tvrz byla rozdělená na část s obytnou věží a předhradí a ze severní strany, která byla jediná schůdná, oddělena vysekaným příkopem s dřevěným mostem. Z této doby je zachováno obvodové zdivo věže, gotické okno na východní straně věže a zdivo parkánů obklopujících věž.
Na konci 15. a v průběhu 16. století byla jednotlivá patra věže zaklenuta, byla na prolomena nová renesanční okna v jižní stěně a věž dostala novou renesanční fasádu. Severně od věže byla postavena nová obytná jednopatrová budova. V přízemí se nacházela konírna a průjezd do nádvoří u obytné věže, v prvním patře byly obytné místnosti.
V roce 1666 Malešov vlastnil rod Šporků, který se rozhodl zde bydlet, ne však na tvrzi, ale v zámku, který si vybudovali v Roztěži. Tvrz se stala hospodářským a správním centrem jejich panství. Jihovýchodní část příkopu byla překlenuta a užívána jako sklepy užívané tamním pivovarem. Nad překlenutým příkopem byla postavena obdélníková budova užívaná jako správa panství a úřednické byty. Bývalá jednopatrová budova ze 16. století byla přestavěna na byt důchodního písaře. Dřevěný most byl přestavěn na kamenný a obytná věž byla přeměněna na sýpku a vybavena novou střechou zakončenou barokní lucernou. K věži byl dále ze severní strany přistaven dvoupatrový přístavek. V letech 1824–1827 byl empírově sjednocený dvůr nacházející se na sever od hlavní věže a byly k němu přistavěny dvě podlouhlé budovy, přičemž západní byla spojena se stavením nad překlenutým příkopem. V této budově byl také zřízen průjezd. Kolem roku 1850 se zřítila jihozápadní věž hradeb, která byla nahrazena zdí. Byla také opuštěna obytná budova ze 16. století, která byla na konci 19. století kompletně odstraněna. Byl zavezen zbytek příkopu a zrušen průjezd na nádvoří. Věž byla nadále užívána jako sýpka do roku 1980.

## Galerie

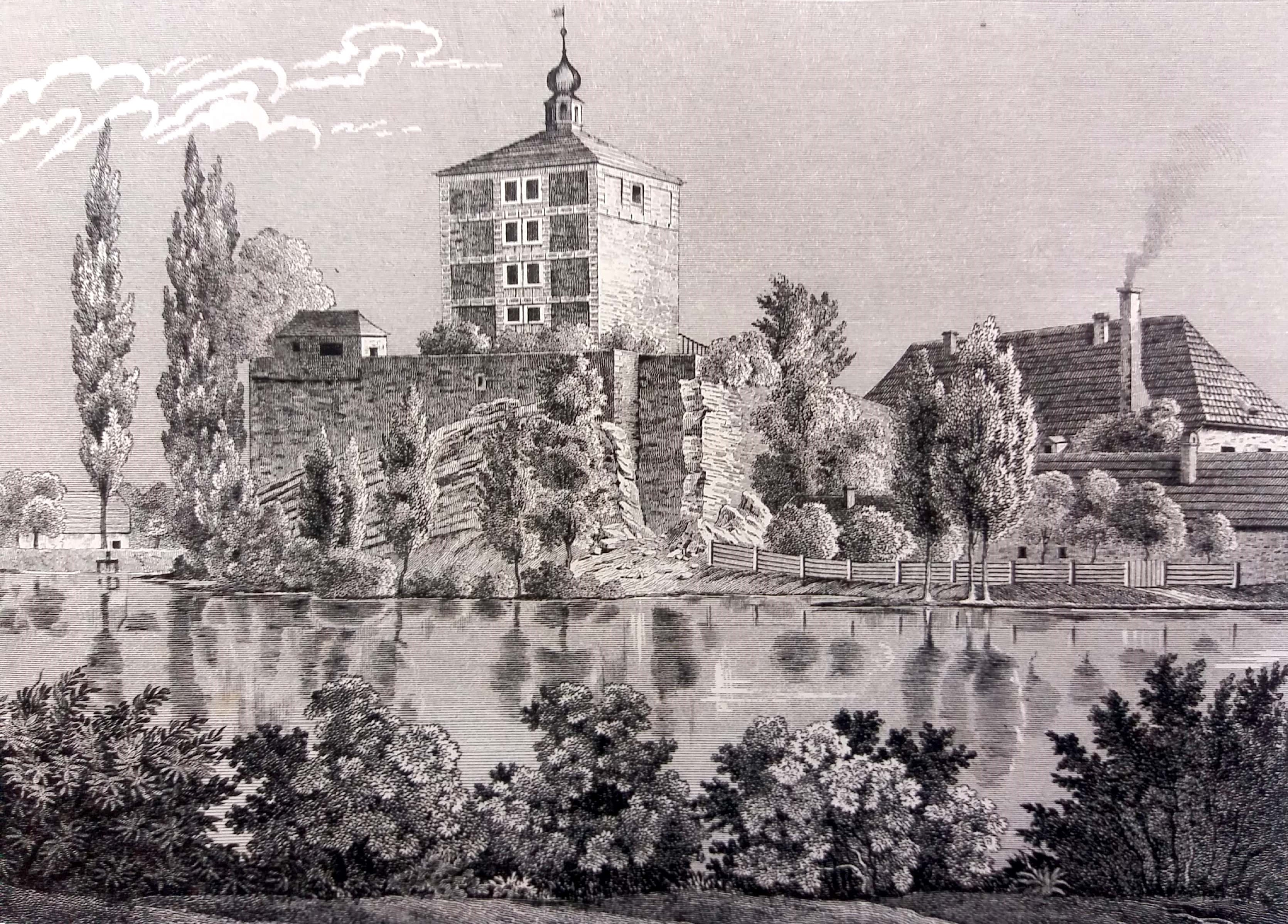
Kresba z 19. století
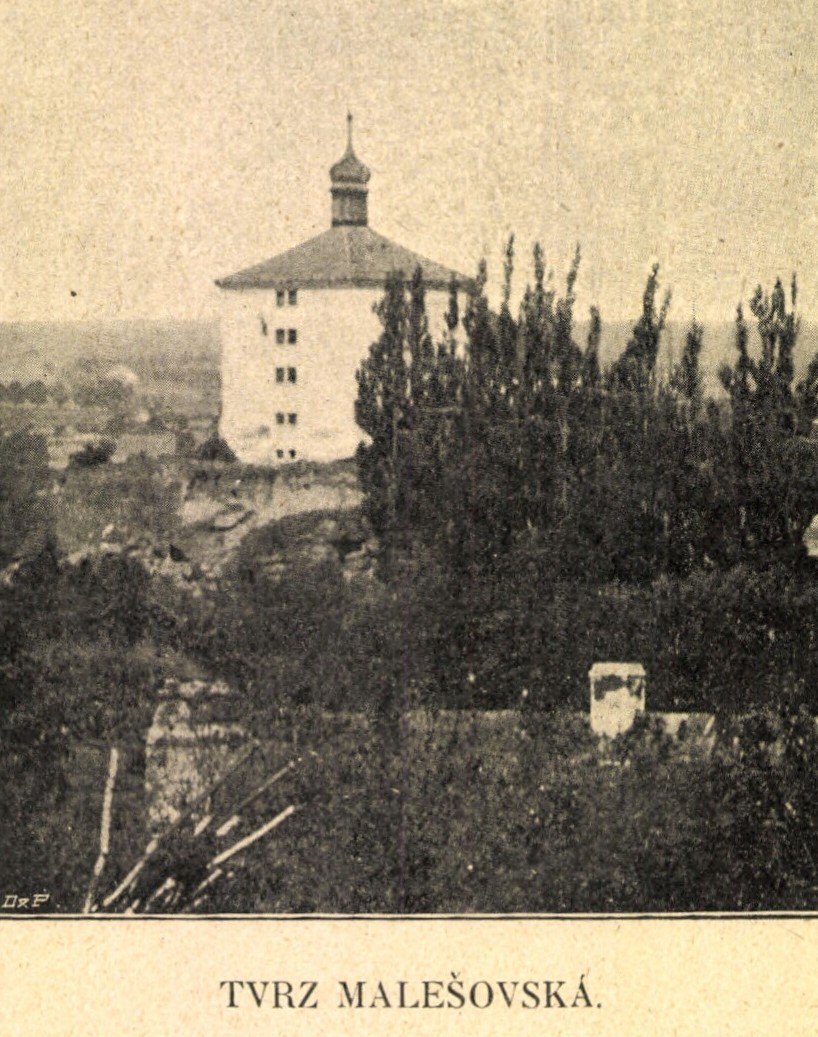
Foto 1916
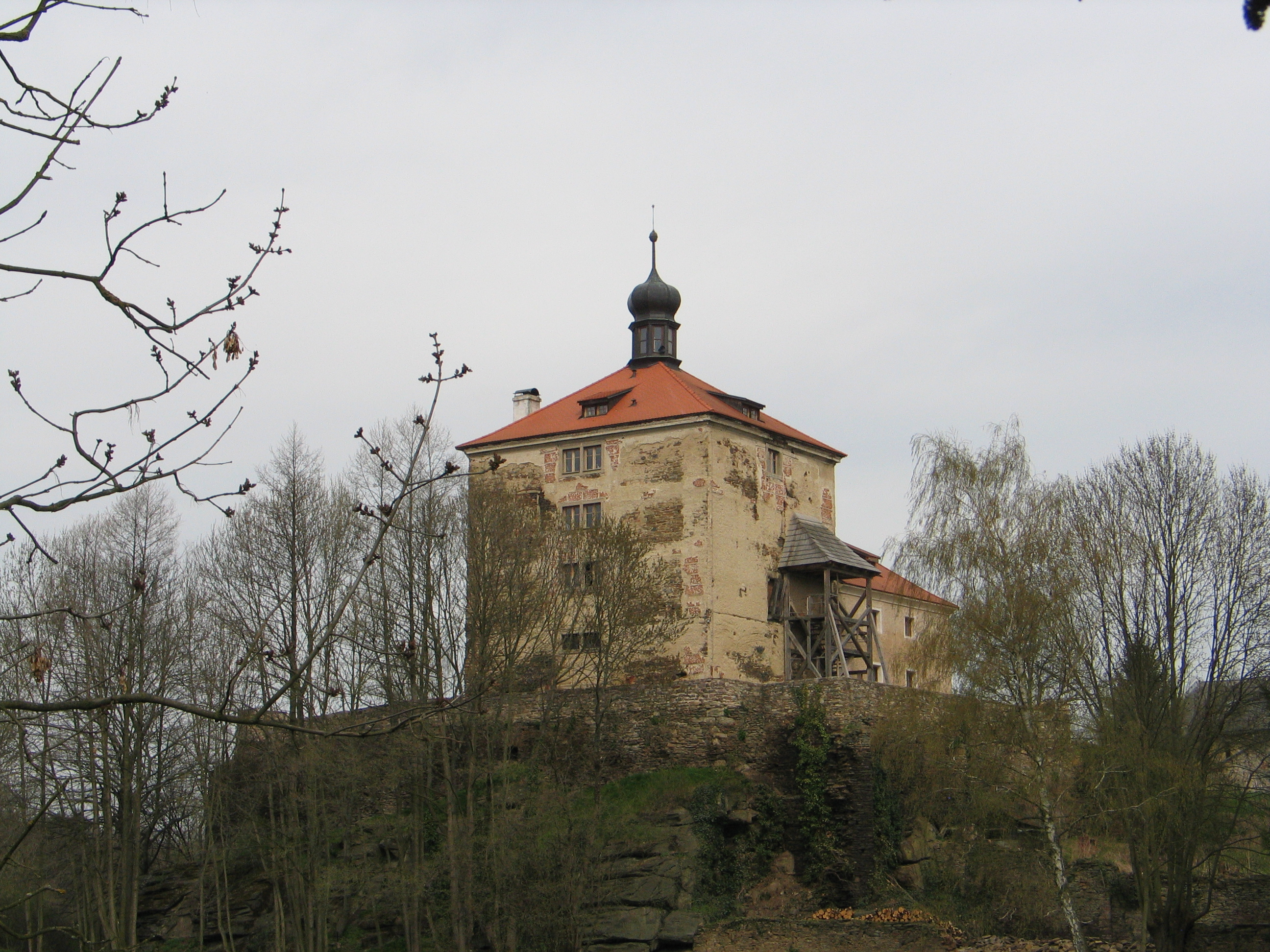
Dnešní podoba tvrze

## Rekonstrukce
Rekonstrukce objektu začala v roce 2002 a skončila v roce 2017. Tvrz byla rekonstruovaná do podoby z období vrcholné gotiky. Při rekonstrukci bylo dbáno na pozdější architektonické úpravy objektu, jako například barokní lucerna. Rekonstrukce proběhla v exteriérech, v interiérech i samotném vybavení tvrzi.